# Eusébio
Eusébio da Silva Ferreira (pronuncia portoghese [ewˈzɛbiu ðɐ ˈsiɫvɐ fɨˈʁɐjɾɐ]; Lourenço Marques, 25 gennaio 1942 – Lisbona, 5 gennaio 2014) è stato un calciatore portoghese, di ruolo attaccante.
Trascorse quindici dei suoi ventidue anni di carriera tra le file del Benfica, di cui è il miglior marcatore della storia con 638 gol in 614 partite, comprendendo sia incontri ufficiali sia amichevoli. A Lisbona ha vinto 11 titoli portoghesi, 5 coppe portoghesi, la Coppa dei Campioni 1961-1962 e ha raggiunto in altre tre occasioni la finale della Coppa dei Campioni. È stato il capocannoniere della Coppa Campioni nel 1965, nel 1966 e nel 1968. Ha vinto il titolo di miglior marcatore del campionato portoghese in sette occasioni (1964, 1965, 1966, 1967, 1968, 1970, 1973), record tutt'oggi mantenuto, ed è stato il primo calciatore a vincere la Scarpa d'oro, avendo vinto la prima edizione del trofeo nel 1968.
Soprannominato Pantera Negra (Pantera Nera) o Pérola Negra (Perla Nera), è considerato il primo fuoriclasse di origine africana. Nonostante fosse nato in Mozambico da padre angolano, Eusébio poteva giocare solo per la nazionale portoghese, essendo all'epoca i due paesi sotto la dipendenza lusitana. È stato fondamentale per la Seleção das Quinas al campionato del mondo 1966, durante il quale il Portogallo raggiunse il terzo posto: fu il capocannoniere della manifestazione con 9 reti, di cui 4 solamente contro la Corea del Nord.
Ritenuto uno dei migliori calciatori di tutti i tempi, fu eletto Pallone d'oro nel 1965, arrivando al secondo posto in due occasioni (1962 e 1966) e vincendo la Scarpa d'oro per due volte (1968 e 1973). Durante la sua carriera ha segnato 620 gol in 632 partite, senza contare le competizioni amichevoli. Occupa la nona posizione nella speciale classifica dei migliori calciatori del XX secolo pubblicata da IFFHS e il decimo posto in un sondaggio fatto da World Soccer.
Inserito da Pelé nel FIFA 100, la lista dei 125 migliori calciatori viventi, è risultato settimo in un sondaggio online valido per l'UEFA Golden Jubilee Poll. Nel 2003 per celebrare il cinquantesimo anno dalla nascita della UEFA, questa invitò ogni federazione nazionale a scegliere il proprio miglior calciatore degli ultimi cinquanta anni e la scelta portoghese ricadde su Eusébio. È deceduto all'età di 71 anni a seguito di un arresto cardiaco; nel luglio 2015 le sue spoglie sono state tumulate nel Pantheon Nazionale.

## Biografia

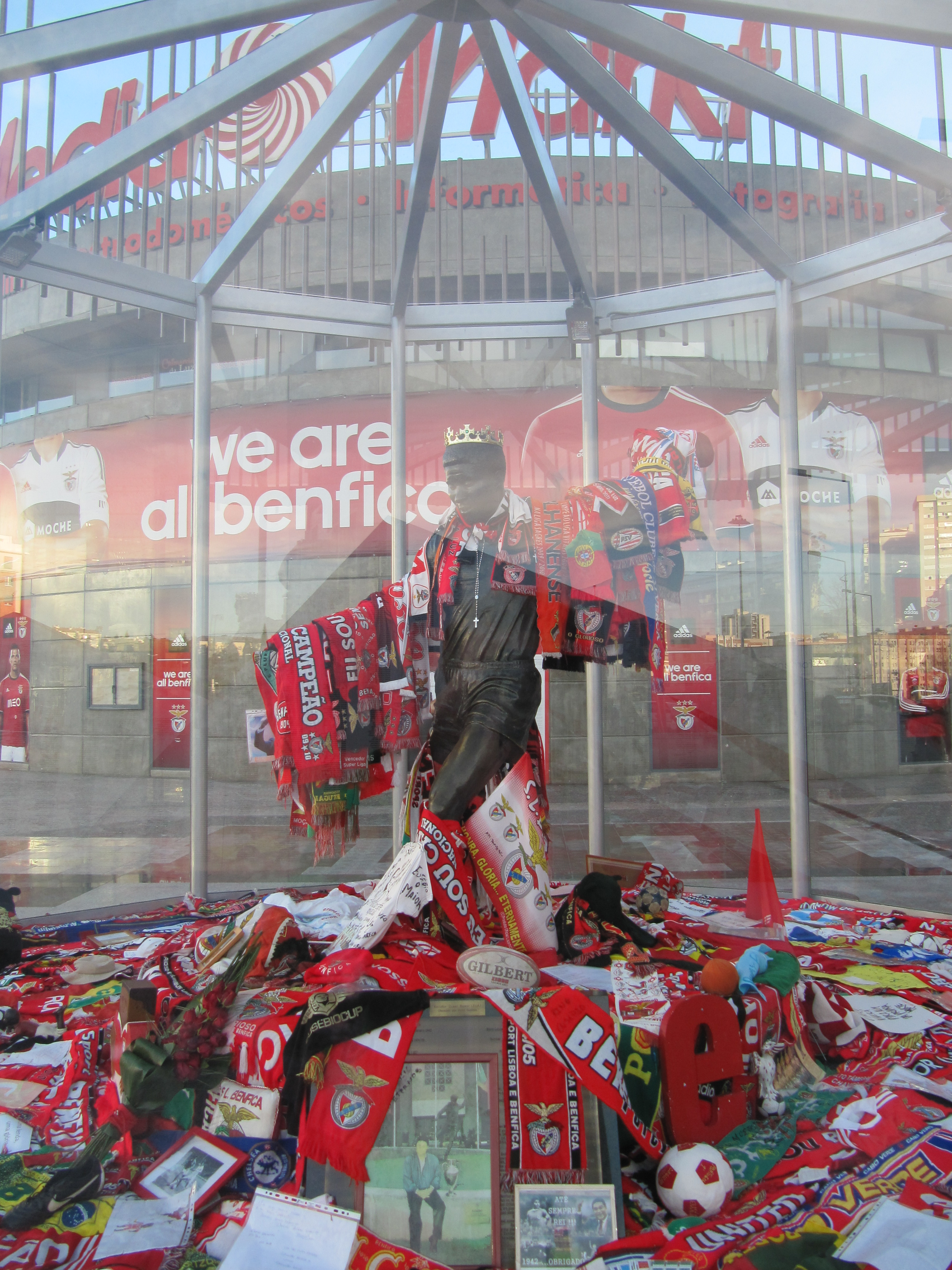
La statua dedicata a Eusébio davanti allo Stadio da Luz di Lisbona

Nasce a Mafalala, quartiere di Lourenço Marques, oggi Maputo, capitale dell'allora colonia portoghese del Mozambico, dal padre angolano Laurindo António da Silva Ferreira e dalla madre mozambicana Elisa Anissabeni, quarto figlio di quest'ultima. Cresce in un ambiente estremamente povero ed è abituato a saltare le lezioni scolastiche per andare a giocare a calcio a piedi nudi con i suoi amici in campi e con palloni improvvisati. All'età di otto anni perde il padre, morto di tetano, quindi la madre si prende esclusivamente cura di lui. Devoto cattolico, nel 1965 si sposò con Flora Claudina Burheim.

### La morte
Già colpito da ictus nel giugno 2012, Eusébio morì il 5 gennaio 2014 a seguito di un arresto cardiaco, lasciando due figlie e numerosi nipoti. Dopo la morte di Eusébio, il governo portoghese ha dichiarato tre giorni di lutto nazionale. Il 3 luglio 2015 le sue spoglie vengono traslate al Pantheon Nazionale, nel corso di una cerimonia durata cinque ore che ha toccato diversi luoghi simbolici fra cui lo stadio da Luz, il parlamento e la sede della Federcalcio, con discorso finale del presidente della Repubblica.

## Caratteristiche tecniche
Attaccante potente, dotato di ottima tecnica individuale e notevoli qualità acrobatiche, era dotato di un tiro forte e preciso, che gli permise di segnare svariati gol anche dalla lunga distanza. Oltre ad avere un innato fiuto per il gol, era dotato anche di forza fisica e di una grande velocità: in età adolescenziale, infatti, riusciva a correre i 100 metri in 11 secondi.

## Carriera

### Giocatore

#### Club

##### Dagli inizi al contratto col Benfica

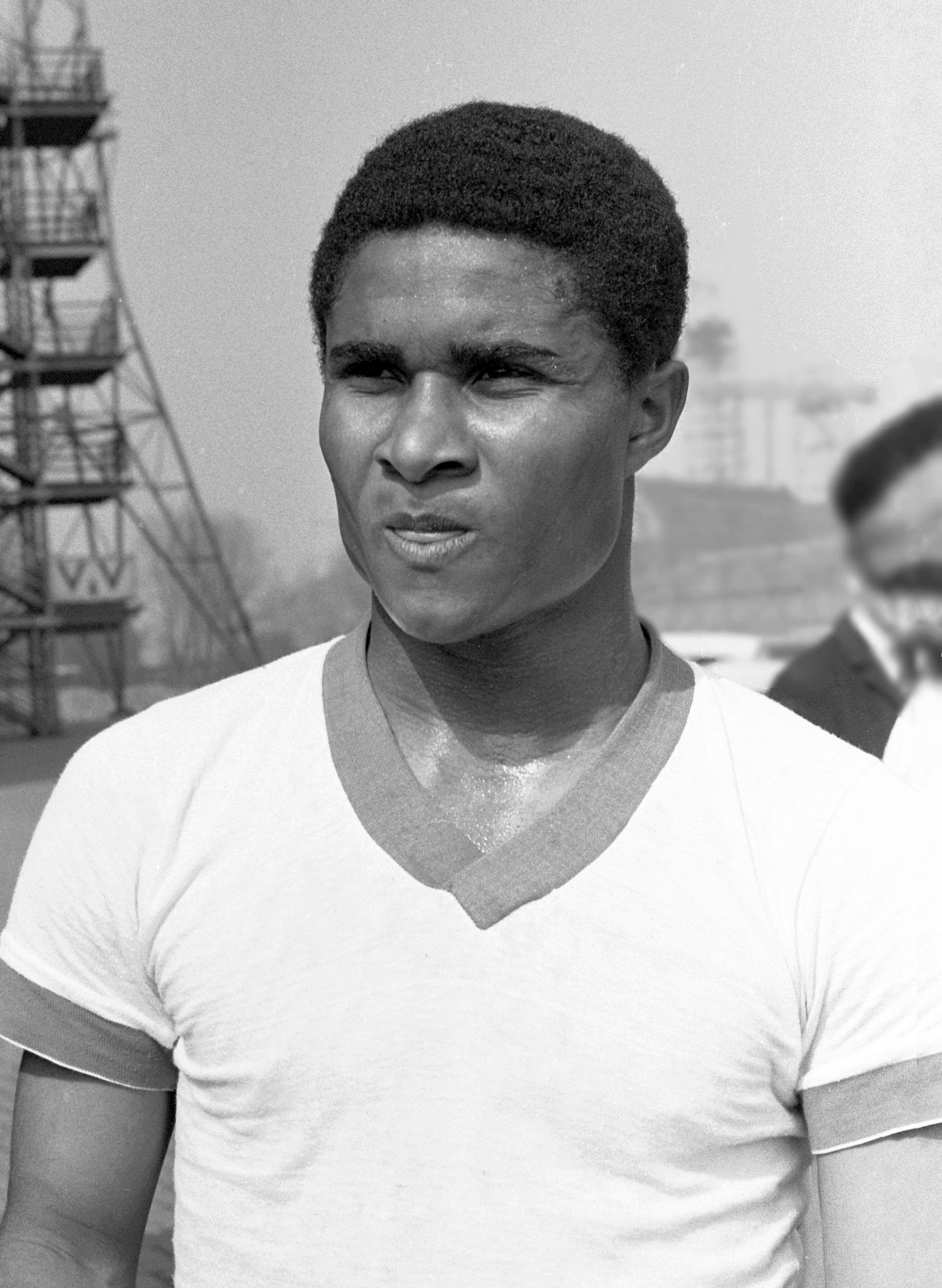
Un giovane Eusébio nel 1963

Inizia a giocare in una squadra amatoriale chiamata Os Brasileiros (I Brasiliani), formata dai suoi amici in onore della nazionale brasiliana degli anni cinquanta. I palloni da calcio che usavano erano fatti con calzini e giornali. In seguito cerca di entrare insieme ad altri suoi amici nel Grupo Desportivo de Lourenço de Marques, società cittadina affiliata a quella portoghese del Benfica, ma viene respinto, senza aver la possibilità di dimostrare il suo potenziale. In seguito prova allo Sporting Lourenço Marques che lo accetta. Qui è allenato dall'ex portiere della nazionale italiana Ugo Amoretti, che lo propose, senza successo, alla Juventus, al Torino, al Genoa e alla Sampdoria. In particolare si propose la Juventus, ma la madre di Eusébio non volle sentire alcuna proposta e non lo fece partire. Gioca un paio di stagioni con la formazione giovanile mentre gioca qualche spezzone di partita con la prima squadra. Arrivato in prima squadra vince un campionato provinciale del Mozambico e un campionato distrettuale di Lourenço Marques nel suo ultimo anno, nel 1960. Con la squadra totalizza 42 presenze e 77 gol, alla media di 1,83 reti a partita.
Nel 1960, l'ex centrocampista della nazionale brasiliana Bauer, lo scopre e ne parla al suo ex allenatore del San Paolo Béla Guttmann, allora alla guida del Benfica. Poco prima di parlare con Guttmann, Bauer ne aveva consigliato l'acquisto alla sua ex squadra, il San Paolo, che però declina l'affare. Eusébio, allora diciottenne, si trasferisce a Lisbona in cambio di 350 000 escudi, ed è aggregato in prima squadra. Il trasferimento fu controverso: lo Sporting Lourenço Marques era una società filiale dello Sporting Lisbona e all'inizio le due squadre rivali contestano la legittimità del trasferimento. Secondo lo stesso Eusébio la vicenda andò così: « giocavo in una società mozambicana affiliata allo Sporting Lisbona. Il Benfica voleva pagarmi un contratto per andare [in Portogallo], mentre lo Sporting Lisbona voleva portarmi [in Portogallo] come un giocatore junior per fare esperienza e senza alcuna retribuzione monetaria. Il Benfica ha avuto un migliore approccio: hanno parlato con mia madre e mio fratello, hanno offerto l'equivalente di circa 1000 € per tre anni, mio fratello ha chiesto il doppio e loro hanno accettato facendo firmare il contratto a mia madre, che ha preso i soldi.»
Dal 17 dicembre 1960 Eusébio arriva a Lisbona ed è trasferito a Lagos, in Algarve, poiché il Benfica teme un sequestro di persona dei rivali dello Sporting Lisbona. Durante il trasferimento è noto con il nome in codice "Ruth Molosso". Rimane a Lagos per dodici giorni, fino a quando la situazione non si placa. A questo punto il giovane Eusébio prende in considerazione di lasciare il paese ma la madre lo convince a restare.

##### Gli anni a Lisbona

Eusébio in allenamento nel 1964

Il Benfica lo registra solamente nella stagione seguente e lui esordisce il 23 maggio 1961, in amichevole, contro l'Atlético Clube de Portugal, sfida conclusasi sul 4-2 con una tripletta di Eusébio. Il suo debutto in una partita ufficiale arriva il primo giugno seguente contro il Vitória Setúbal, partita valida per il ritorno del terzo turno della Coppa del Portogallo 1960-1961. Il giorno precedente i portoghesi avevano appena affrontato il Barcellona nella finale di Coppa Campioni, vinta per 3-2, e ciononostante la federcalcio portoghese decise di non rinviare l'incontro: essendo i titolari ancora a Berna, il Benfica è costretto a schierare la squadra riserve in Coppa e perde 4-1 l'incontro senza passare al turno successivo a causa del risultato complessivo di 5-4. In questa sfida Eusébio segna l'unica rete della squadra e sbaglia anche un rigore (il primo di soli cinque che fallirà durante il corso della propria carriera). Il 10 giugno viene convocato per l'ultima partita di campionato contro il Belenenses, ai quali segna una rete nel 4-0 finale. Il 15 giugno seguente sale agli onori della cronaca: i portoghesi sono invitati al torneo di Parigi contro il Santos di Pelé e all'inizio della ripresa i lusitani si ritrovano sotto di 4-0; Guttmann decide di schierare Eusébio al posto di Joaquim Santana e, poco dopo il 5-0 dei brasiliani, il giovane realizza una tripletta e conquista un calcio di rigore che José Augusto fallisce; nonostante il punteggio finale di 6-3 per gli avversari, Eusébio si conquista la copertina del quotidiano francese L'Équipe. A dicembre viene nominato per il Pallone d'oro, ricevendo un voto.
La stagione seguente lo porta a ottenere i riconoscimenti mondiali di tifosi e critica. Segna 12 reti in 17 incontri di campionato e nonostante il Benfica concluda il torneo nazionale al terzo posto, vince la Coppa del Portogallo battendo il Vitória Setúbal in finale per 3-0, incontro durante il quale firma una doppietta. Si ritrova protagonista nell'edizione della Coppa dei Campioni: agli ottavi di finale i portoghesi superano l'Austria Vienna con il punteggio di 6-2 ed Eusébio sigla una rete; ai quarti è protagonista della rimonta inflitta al Norimberga, squadra sconfitta per 6-0 a Lisbona grazie a una sua doppietta dopo aver rimediato un 3-1 in Germania; in semifinale cade anche il Tottenham per 4-3 e nella finale contro il Real Madrid, sul punteggio parziale di 3-3, Eusébio trasforma il rigore del 4-3 e realizza anche il 5-3, conducendo il Benfica alla vittoria della sua seconda Coppa dei Campioni consecutiva. Questi risultati gli consentono di arrivare al secondo posto nella classifica per il Pallone d'oro, dietro solamente a Josef Masopust. Nel 1963 il Benfica vince il campionato, raggiungendo la finale di Coppa dei Campioni per la terza volta consecutiva: Eusébio segna quattro reti contro il Norrköping (6-2 complessivo), delle quali tre solamente nella sfida di ritorno, un gol al Feyenoord (3-1) e la rete del parziale vantaggio dei portoghesi nella finale contro gli italiani del Milan; nella ripresa gli avversari rimontano con una doppietta di José Altafini, capocannoniere dell'edizione, e vincono il torneo. A fine stagione è quinto nella classifica per il Pallone d'oro. Nell'ottobre 1963, è selezionato per rappresentare la squadra della FIFA al "Golden Anniversary" della FA al Wembley Stadium.

Eusébio impegna il portiere Anzolin nel maggio 1968, durante la semifinale di ritorno della Coppa dei Campioni tra il Benfica e la Juventus

Nel 1964 le Aquile conquistano il double ed Eusébio ottiene il titolo di miglior marcatore del campionato con 28 centri. In Europa segna tre reti ai nordirlandesi del Distillery (8-3) prima di uscire dalla competizione per mano del Borussia Dortmund (6-2), squadra alla quale segna un gol nel vittorioso 2-1 di Lisbona prima di subire un netto 5-0 a Dortmund. Per il terzo anno consecutivo rientra nella lista dei candidati al Pallone d'oro, giungendo quarto. L'anno successivo Eusébio trascina i suoi alla vittoria in campionato, vincendo nuovamente il titolo di capocannoniere, e raggiungendo la finale della Coppa nazionale, persa 3-1 contro il Vitória Setúbal. In Coppa dei Campioni Eusébio forma una prolifica coppia assieme al compagno di reparto José Augusto Torres e dopo aver escluso l'Aris Bonnevoie (10-2, tre gol), La Chaux-de-Fonds (6-1, una rete), Real Madrid (6-3, tre reti) e Vasas Győri ETO (5-0, doppietta), arriva alla finale contro l'Inter e perde 1-0, vincendo comunque il titolo di capocannoniere con 9 reti in condivisione proprio con Torres. Il 28 dicembre 1965 gli è assegnato il Pallone d'oro con 67 voti. Nel 1966 conquista per il terzo anno consecutivo la classifica marcatori del campionato, segnando 25 reti (a pari merito con Ernesto Figueiredo) e portando il Benfica fino al secondo posto. Nell'edizione della Coppa dei Campioni i portoghesi travolgono i dilettanti del F91 Dudelange con un 18-0 complessivo: la Pantera Nera sigla quattro reti nella sfida di ritorno, conclusasi sul 10-0; nel turno successivo segna i due gol delle Aquile a Sofia, contro il Levski Sofia (2-2) e firma una delle reti che consentono ai portoghesi di passare il turno, vincendo 3-2 la gara di ritorno giocata in casa; ai quarti il Manchester United estromette il Benfica con il punteggio complessivo di 8-3. Con 7 marcature vince il titolo di capocannoniere della Coppa dei Campioni, per la seconda volta nella sua carriera. Non avendo vinto il campionato, il Benfica si qualifica per la prima volta alla Coppa delle Fiere.

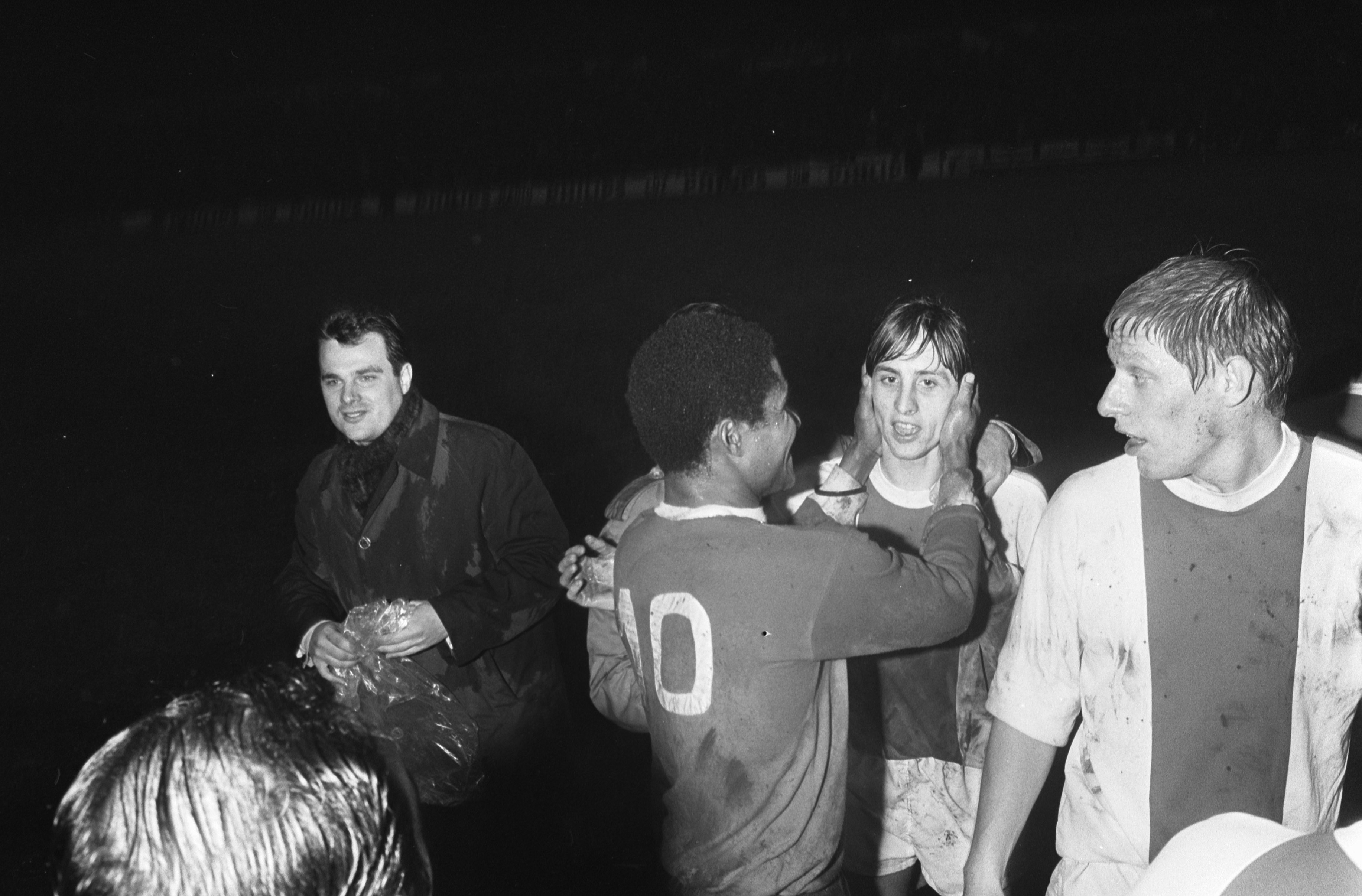
Eusébio si complimenta con Cruijff nel febbraio 1969, al termine di una sfida di Coppa dei Campioni tra l'Ajax e il Benfica

Nell'estate del 1966 è vicino al passaggio all'Inter, ma l'affare salta per l'improvviso blocco all'ingaggio degli stranieri nel campionato italiano, misura susseguente alla débâcle azzurra al mondiale inglese. Nel dicembre dello stesso anno sfiora la seconda vittoria consecutiva del Pallone d'oro, perdendo il premio per un solo punto nei confronti di Bobby Charlton. Nel 1967 vince nuovamente il titolo nazionale, firmando 31 gol e ottenendo di conseguenza un'altra vittoria nella graduatoria dei marcatori; In Coppa delle Fiere il cammino non è lungo e termina agli ottavi di finale contro il Lokomotive Lipsia (4-3). Eusébio gioca tutti e quattro gli incontri del torneo e sigla quattro gol. Per il settimo anno consecutivo è nella lista dei candidati alla vittoria del Pallone d'oro, cogliendo il quinto posto nell'edizione 1967.
La stagione 1967-1968 è la più prolifica, e lo vede protagonista di 42 gol in campionato (quinto titolo di capocannoniere consecutivo), vinto dal Benfica, e di 6 reti in Coppa dei Campioni (terzo titolo di capocannoniere). Nella competizione europea Eusébio segna al primo turno contro il Glentoran, al secondo turno contro il Saint-Étienne, ai quarti di finale contro il Vasas e in semifinale contro la Juventus, società alla quale segna sia all'andata in Portogallo (2-0) sia al ritorno a Torino (0-1), consentendo alle Aquile di approdare alla finale, dove il Manchester United sconfigge per 4-1 i portoghesi ai supplementari. A pochi minuti dalla fine dei tempi regolamentari, sul punteggio di 1-1, una prodezza del portiere avversario Alex Stepney nega a Eusébio il gol del vantaggio: il lusitano applaudirà ripetutamente l'estremo difensore inglese mentre questi si appresta a rimettere in gioco il pallone. Le sue 42 marcature in campionato gli consentono di vincere la prima edizione della Scarpa d'oro nel 1968 ma nonostante ciò, a dicembre è ottavo nella classifica per il Pallone d'oro.

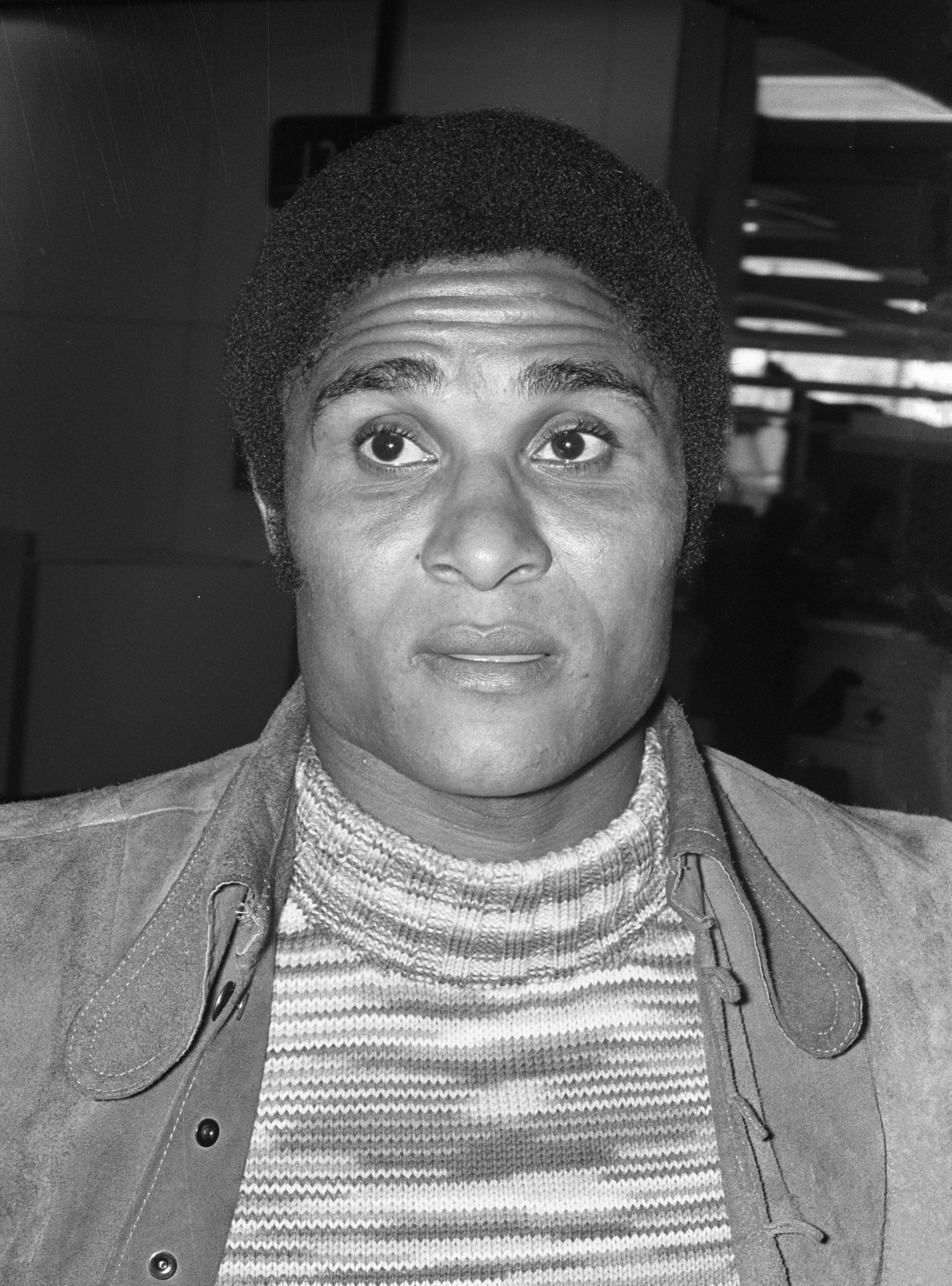
Eusébio nel 1972

Nel 1969 il Benfica centra una nuova doppietta vincendo campionato e Coppa, ma per la prima volta dopo cinque anni Eusébio non risulta al vertice della classifica marcatori: segna solo 11 gol in 26 giornate, uscendo, dopo otto anni di costante partecipazione, dalla lista dei pretendenti al Pallone d'oro. Nell'anno seguente i Rossi vincono la Taça de Portugal, arrivando al secondo posto in campionato, dove Eusébio ritrova il successo nella classifica marcatori, segnando 20 reti. In Europa i portoghesi escono al secondo turno, nonostante quattro reti di Eusébio. Alla fine dell'anno solare è nominato nella lista dei contendenti al Pallone d'oro, ma non è tra i protagonisti dell'edizione.
Nel 1971 il Benfica vince il campionato, giocando la Coppa delle Coppe UEFA: l'attaccante mozambicano firma 7 reti in 3 incontri, sfiorando il titolo di capocannoniere della competizione, ma ciò non basta a far passare il secondo turno ai portoghesi. Le Aquile colgono un altro double nel 1972, uscendo in semifinale nella Coppa Campioni: in questa stagione segna 20 gol, ritornando nella lista del Pallone d'oro. Il Benfica domina il torneo portoghese del 1973, trascinato dalle reti di Eusébio, che mette a segno 40 reti, portandosi a casa il suo settimo e ultimo titolo di miglior marcatore della prima divisione. In Coppa Campioni la Pantera Nera ritorna alla doppietta nella partita di ritorno contro il Malmö, ma la squadra di Lisbona esce al secondo turno, esclusa dal Derby County. In quest'annata mantiene una media reti/partita superiore all'1, terminando al settimo posto nella lista del Pallone d'oro stilata nel dicembre 1973, anno durante il quale conquista la sua seconda Scarpa d'oro. Nel 1974, per la prima volta da quando Eusébio è in prima squadra, il Benfica non vince alcun titolo, perdendo la finale della Coppa contro lo Sporting Lisbona (2-1) e terminando il campionato al secondo posto, sempre dietro allo Sporting. Il 24 ottobre 1973 Eusébio realizza il suo ultimo gol in Europa, a Lisbona contro gli ungheresi dell'Újpest (1-1), concludendo la stagione con 17 reti in 25 incontri. Nel giugno 1975 lascia il Benfica, dopo quindici anni durante i quali ha segnato 638 reti in 614 incontri ufficiali, 317 gol in 301 sfide di campionato, 97 marcature in 60 partite di Coppa nazionale e 46 realizzazioni in 64 presenze nelle competizioni europee.

##### Gli ultimi anni

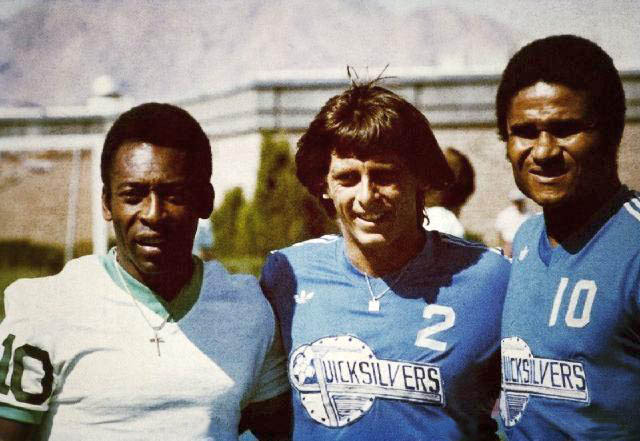
Pelé, Brian Joy ed Eusébio prima di una partita della NASL nell'aprile 1977

Nel 1975 si trasferisce negli Stati Uniti giocando per il Boston Minutemen nella NASL. In seguito gioca anche per il Monterrey, in Messico e per il Toronto Metros-Croatia, squadra canadese che partecipa alla NASL: in questa stagione si rende protagonista giocando 21 partite e siglando 16 reti, rendendosi protagonista della finale contro il Minnesota Kicks, durante la quale segna una delle reti nel 3-0 che consente ai Toronto di vincere il torneo.
Due anni dopo ritorna in Portogallo, vestendo la casacca del Beira-Mar, squadra che a fine stagione retrocede in seconda divisione nonostante le 3 reti in 12 partite di Eusébio. Nello stesso anno ritorna negli USA, rimanendo nella NASL, vestendo i colori dei Las Vegas Quicksilvers prima di ritornare in patria per giocare con l'amico António Simões nell'União de Tomar, club di seconda divisione. Con il club di Tomar esordì il 1º dicembre 1977 contro l'Estoril Praia, prima presenze delle dodici fatte, in cui segnò tre reti. Restò con i rossoneri sino al marzo 1978. Nel 1978 fa un nuovo viaggio verso l'America, giocando prima nell'American Soccer League e successivamente con i Buffalo Stallions nella Major Indoor Soccer League con cui collezionerà 5 presenze e un gol nella sua unica esperienza da calciatore indoor. Dopo il ritiro, nel 1979, entra a far parte del comitato tecnico della nazionale portoghese.

#### Nazionale
Con 41 gol in 64 partite è stato il miglior realizzatore del Portogallo fino a quando Pauleta non ha eguagliato e superato il suo record nel 2005. È stato anche il calciatore che ha collezionato più presenze dal 1972 al 1984, fino a quando Tamagnini Nené non l'ha eguagliato e superato nel giugno 1984.

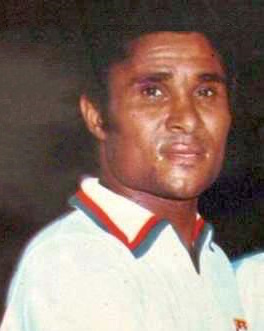
Eusébio capitano del Portogallo contro l'

Fa il suo esordio in nazionale l'8 ottobre 1961 contro il Lussemburgo, sfida persa 4-2 e durante la quale sigla la sua prima rete in nazionale. Il 24 gennaio 1965, durante un incontro valido per le qualificazioni al campionato del mondo 1966 Eusébio realizza una tripletta contro la Turchia (5-1), mettendo a segno anche due reti contro la Romania (2-1) il successivo 2 giugno. Esordisce al mondiale giocando contro l'Ungheria, sfida vinta 3-1. In seguito segna la sua prima rete alla Bulgaria (3-0) e poi firma una doppietta al Brasile di Pelé (3-1); dopo aver passato la fase a gironi il Portogallo estromette la Corea del Nord grazie a un poker di reti di Eusébio (5-3), accedendo alle semifinali. Prima della sfida contro l'Inghilterra ci fu una controversia: l'incontro si sarebbe dovuto disputare al Goodison Park di Liverpool ma i funzionari inglesi riuscirono a spostare la sede della partita a Wembley e i portoghesi dovettero fare un viaggio in treno da Liverpool per raggiungere Londra. Dopo l'incontro gli iberici escono sconfitti per 2-1, nonostante un gol su rigore della Pantera Nera, che si rifà nella finale per il terzo posto, vinta 2-1 ai danni dell'Unione Sovietica con un rigore realizzato da Eusébio, che alla fine della manifestazione è il miglior marcatore dell'edizione con 9 centri. Dopo le prestazioni di Eusébio, gli inglesi decidono di farne una raffigurazione in cera da esporre al Madame Tussauds.
Il 4 maggio 1969 indossa per la prima volta la fascia di capitano della nazionale nella partita contro la Grecia (2-2), durante la quale segna anche un gol. Dal 1971 è ufficialmente il capitano del Portogallo fino al suo ritiro, nel 1973: il 28 marzo 1973 segna la sua ultima rete contro l'Irlanda del Nord (1-1) mentre il 13 ottobre seguente gioca la sua ultima partita contro la Bulgaria (2-2), dopo aver giocato 16 incontri da capitano.

### Dopo il ritiro
Nel 2008, in suo onore, è stata istituita l'Eusébio Cup.

## Statistiche
Tra club e nazionale maggiore, Eusébio ha totalizzato globalmente 636 presenze segnando 625 reti, alla media di 0.98 gol a partita.

### Presenze e reti nei club
| Stagione                | Squadra                 | Campionato              | Campionato | Campionato | Coppe nazionali | Coppe nazionali | Coppe nazionali | Coppe continentali | Coppe continentali | Coppe continentali | Altre coppe | Altre coppe | Altre coppe | Totale | Totale |
| Stagione                | Squadra                 | Comp                    | Pres       | Reti       | Comp            | Pres            | Reti            | Comp               | Pres               | Reti               | Comp        | Pres        | Reti        | Pres   | Reti   |
| ----------------------- | ----------------------- | ----------------------- | ---------- | ---------- | --------------- | --------------- | --------------- | ------------------ | ------------------ | ------------------ | ----------- | ----------- | ----------- | ------ | ------ |
| 1957                    | Lourenço Marques        | M                       | 4          | 9          | -               | -               | -               | -                  | -                  | -                  | -           | -           | -           | 4      | 9      |
| 1958                    | Lourenço Marques        | M                       | 7          | 11         | -               |                 | -               | -                  | -                  | -                  | -           | -           | -           | 7      | 11     |
| 1959                    | Lourenço Marques        | M                       | 11         | 21         | -               | -               | -               | -                  | -                  | -                  | -           | -           | -           | 11     | 21     |
| 1960                    | Lourenço Marques        | M                       | 20         | 36         | -               | -               | -               | -                  | -                  | -                  | -           | -           | -           | 20     | 36     |
| Totale Lourenço Marques | Totale Lourenço Marques | Totale Lourenço Marques | 42         | 77         |                 | -               | -               |                    | -                  | -                  |             | -           | -           | 42     | 77     |
| 1960-1961               | Benfica                 | PD                      | 1          | 1          | CP              | 1               | 1               | CC                 | 0                  | 0                  | -           | -           | -           | 2      | 2      |
| 1961-1962               | Benfica                 | PD                      | 17         | 12         | CP              | 7               | 11              | CC                 | 6                  | 5                  | Cint        | 1           | 1           | 31     | 29     |
| 1962-1963               | Benfica                 | PD                      | 24         | 23         | CP              | 6               | 8               | CC                 | 7                  | 6                  | Cint        | 2           | 1           | 39     | 38     |
| 1963-1964               | Benfica                 | PD                      | 19         | 28         | CP              | 6               | 14              | CC                 | 3                  | 4                  | -           | -           | -           | 28     | 46     |
| 1964-1965               | Benfica                 | PD                      | 20         | 28         | CP              | 7               | 11              | CC                 | 9                  | 9                  | -           | -           | -           | 36     | 48     |
| 1965-1966               | Benfica                 | PD                      | 23         | 25         | CP              | 2               | 5               | CC                 | 5                  | 7                  | -           | -           | -           | 30     | 37     |
| 1966-1967               | Benfica                 | PD                      | 26         | 31         | CP              | 3               | 7               | CdF                | 4                  | 4                  | -           | -           | -           | 33     | 42     |
| 1967-1968               | Benfica                 | PD                      | 24         | 42         | CP              | 2               | 2               | CC                 | 9                  | 6                  | -           | -           | -           | 35     | 50     |
| 1968-1969               | Benfica                 | PD                      | 21         | 10         | CP              | 9               | 18              | CC                 | 5                  | 1                  | -           | -           | -           | 35     | 29     |
| 1969-1970               | Benfica                 | PD                      | 22         | 21         | CP              | 2               | 1               | CC                 | 4                  | 4                  | -           | -           | -           | 28     | 26     |
| 1970-1971               | Benfica                 | PD                      | 22         | 19         | CP              | 7               | 9               | CdC                | 3                  | 7                  | -           | -           | -           | 32     | 35     |
| 1971-1972               | Benfica                 | PD                      | 24         | 19         | CP              | 5               | 8               | CC                 | 8                  | 1                  | -           | -           | -           | 37     | 28     |
| 1972-1973               | Benfica                 | PD                      | 28         | 40         | CP              | 1               | 0               | CC                 | 4                  | 2                  | -           | -           | -           | 33     | 42     |
| 1973-1974               | Benfica                 | PD                      | 21         | 16         | CP              | 3               | 2               | CC                 | 4                  | 1                  | -           | -           | -           | 28     | 19     |
| 1974-1975               | Benfica                 | PD                      | 9          | 2          | CP              | 0               | 0               | CdC                | 4                  | 0                  | -           | -           | -           | 13     | 2      |
| Totale Benfica          | Totale Benfica          | Totale Benfica          | 301        | 317        |                 | 61              | 97              |                    | 75                 | 57                 |             | 3           | 2           | 440    | 473    |
| giu. -lug.1975          | Boston Minutemen        | NASL                    | 7+1        | 2+0        | -               | -               | -               | -                  | -                  | -                  | -           | -           | -           | 8      | 2      |
| ago. -dic.1975          | Monterrey               | PD                      | 10         | 1          | -               | -               | -               | -                  | -                  | -                  | -           | -           | -           | 10     | 1      |
| gen. -giu.1976          | Toronto Metros-Croatia  | NASL                    | 21+4       | 16+2       | -               | -               | -               | -                  | -                  | -                  | -           | -           | -           | 25     | 18     |
| lug. -dic.1976          | Beira-Mar               | PD                      | 12         | 3          | -               | -               | -               | -                  | -                  | -                  | -           | -           | -           | 12     | 3      |
| gen. -giu.1977          | Las Vegas Quicksilver   | NASL                    | 17         | 2          | -               | -               | -               | -                  | -                  | -                  | -           | -           | -           | 17     | 2      |
| 1977-1978               | União de Tomar          | SD                      | 9          | 3          | -               | -               | -               | -                  | -                  | -                  | -           | -           | -           | 9      | 3      |
| lug. -dic.1978          | New Jersey Americans    | ASL                     | 9          | 5          | -               | -               | -               | -                  | -                  | -                  | -           | -           | -           | 9      | 5      |
| Totale carriera         | Totale carriera         | Totale carriera         | 428+5      | 426+2      |                 | 61              | 97              |                    | 75                 | 57                 |             | 3           | 2           | 572    | 584    |

### Cronologia di presenze e reti in nazionale
| Cronologia completa delle presenze e delle reti in nazionale ― Portogallo | Cronologia completa delle presenze e delle reti in nazionale ― Portogallo | Cronologia completa delle presenze e delle reti in nazionale ― Portogallo | Cronologia completa delle presenze e delle reti in nazionale ― Portogallo | Cronologia completa delle presenze e delle reti in nazionale ― Portogallo | Cronologia completa delle presenze e delle reti in nazionale ― Portogallo | Cronologia completa delle presenze e delle reti in nazionale ― Portogallo | Cronologia completa delle presenze e delle reti in nazionale ― Portogallo |
| Data                                                                      | Città                                                                     | In casa                                                                   | Risultato                                                                 | Ospiti                                                                    | Competizione                                                              | Reti                                                                      | Note                                                                      |
| ------------------------------------------------------------------------- | ------------------------------------------------------------------------- | ------------------------------------------------------------------------- | ------------------------------------------------------------------------- | ------------------------------------------------------------------------- | ------------------------------------------------------------------------- | ------------------------------------------------------------------------- | ------------------------------------------------------------------------- |
| 8-10-1961                                                                 | Lussemburgo                                                               | Lussemburgo                                                               | 4 – 2                                                                     | Portogallo                                                                | Qual. Mondiali 1962                                                       | 1                                                                         |                                                                           |
| 25-10-1961                                                                | Londra                                                                    | Inghilterra                                                               | 2 – 0                                                                     | Portogallo                                                                | Qual. Mondiali 1962                                                       | -                                                                         |                                                                           |
| 6-5-1962                                                                  | San Paolo                                                                 | Brasile                                                                   | 2 – 1                                                                     | Portogallo                                                                | Amichevole                                                                | -                                                                         |                                                                           |
| 9-5-1962                                                                  | Rio de Janeiro                                                            | Brasile                                                                   | 1 – 0                                                                     | Portogallo                                                                | Amichevole                                                                | -                                                                         |                                                                           |
| 17-5-1962                                                                 | Lisbona                                                                   | Portogallo                                                                | 1 – 2                                                                     | Belgio                                                                    | Amichevole                                                                | 1                                                                         |                                                                           |
| 7-11-1962                                                                 | Sofia                                                                     | Bulgaria                                                                  | 3 – 1                                                                     | Portogallo                                                                | Qual. Euro 1964                                                           | 1                                                                         |                                                                           |
| 16-12-1962                                                                | Lisbona                                                                   | Portogallo                                                                | 3 – 1                                                                     | Bulgaria                                                                  | Qual. Euro 1964                                                           | -                                                                         |                                                                           |
| 21-4-1963                                                                 | Lisbona                                                                   | Portogallo                                                                | 1 – 0                                                                     | Brasile                                                                   | Amichevole                                                                | -                                                                         |                                                                           |
| 29-4-1964                                                                 | Zurigo                                                                    | Svizzera                                                                  | 2 – 3                                                                     | Portogallo                                                                | Amichevole                                                                | -                                                                         |                                                                           |
| 3-5-1964                                                                  | Bruxelles                                                                 | Belgio                                                                    | 1 – 2                                                                     | Portogallo                                                                | Amichevole                                                                | 1                                                                         |                                                                           |
| 17-5-1964                                                                 | Lisbona                                                                   | Portogallo                                                                | 3 – 4                                                                     | Inghilterra                                                               | Amichevole                                                                | 1                                                                         |                                                                           |
| 31-5-1964                                                                 | Rio de Janeiro                                                            | Argentina                                                                 | 2 – 0                                                                     | Portogallo                                                                | Taça das Nações                                                           | -                                                                         |                                                                           |
| 4-6-1964                                                                  | San Paolo                                                                 | Inghilterra                                                               | 1 – 1                                                                     | Portogallo                                                                | Taça das Nações                                                           | -                                                                         |                                                                           |
| 15-11-1964                                                                | Porto                                                                     | Portogallo                                                                | 2 – 1                                                                     | Spagna                                                                    | Amichevole                                                                | 2                                                                         |                                                                           |
| 24-1-1965                                                                 | Lisbona                                                                   | Portogallo                                                                | 5 – 1                                                                     | Turchia                                                                   | Qual. Mondiali 1966                                                       | 3                                                                         |                                                                           |
| 19-4-1965                                                                 | Ankara                                                                    | Turchia                                                                   | 0 – 1                                                                     | Portogallo                                                                | Qual. Mondiali 1966                                                       | 1                                                                         |                                                                           |
| 25-4-1965                                                                 | Bratislava                                                                | Cecoslovacchia                                                            | 0 – 1                                                                     | Portogallo                                                                | Qual. Mondiali 1966                                                       | 1                                                                         |                                                                           |
| 13-6-1965                                                                 | Lisbona                                                                   | Portogallo                                                                | 2 – 1                                                                     | Romania                                                                   | Qual. Mondiali 1966                                                       | 2                                                                         |                                                                           |
| 24-6-1965                                                                 | Porto                                                                     | Portogallo                                                                | 0 – 0                                                                     | Brasile                                                                   | Amichevole                                                                | -                                                                         |                                                                           |
| 31-10-1965                                                                | Porto                                                                     | Portogallo                                                                | 0 – 0                                                                     | Cecoslovacchia                                                            | Qual. Mondiali 1966                                                       | -                                                                         |                                                                           |
| 21-11-1965                                                                | Bucarest                                                                  | Romania                                                                   | 2 – 0                                                                     | Portogallo                                                                | Qual. Mondiali 1966                                                       | -                                                                         |                                                                           |
| 12-6-1966                                                                 | Lisbona                                                                   | Portogallo                                                                | 4 – 0                                                                     | Norvegia                                                                  | Amichevole                                                                | 2                                                                         |                                                                           |
| 18-6-1966                                                                 | Glasgow                                                                   | Scozia                                                                    | 0 – 1                                                                     | Portogallo                                                                | Amichevole                                                                | -                                                                         |                                                                           |
| 21-6-1966                                                                 | Esbjerg                                                                   | Danimarca                                                                 | 1 – 3                                                                     | Portogallo                                                                | Amichevole                                                                | 1                                                                         |                                                                           |
| 26-6-1966                                                                 | Lisbona                                                                   | Portogallo                                                                | 3 – 0                                                                     | Uruguay                                                                   | Amichevole                                                                | -                                                                         |                                                                           |
| 3-7-1966                                                                  | Porto                                                                     | Portogallo                                                                | 1 – 0                                                                     | Romania                                                                   | Amichevole                                                                | -                                                                         |                                                                           |
| 13-7-1966                                                                 | Manchester                                                                | Portogallo                                                                | 3 – 1                                                                     | Ungheria                                                                  | Mondiali 1966 - 1º turno                                                  | -                                                                         |                                                                           |
| 16-7-1966                                                                 | Manchester                                                                | Portogallo                                                                | 3 – 0                                                                     | Bulgaria                                                                  | Mondiali 1966 - 1º turno                                                  | 1                                                                         |                                                                           |
| 19-7-1966                                                                 | Liverpool                                                                 | Portogallo                                                                | 3 – 1                                                                     | Brasile                                                                   | Mondiali 1966 - 1º turno                                                  | 2                                                                         |                                                                           |
| 23-7-1966                                                                 | Liverpool                                                                 | Portogallo                                                                | 5 – 3                                                                     | Corea del Nord                                                            | Mondiali 1966 - Quarti di finale                                          | 4                                                                         |                                                                           |
| 26-7-1966                                                                 | Londra                                                                    | Inghilterra                                                               | 2 – 1                                                                     | Portogallo                                                                | Mondiali 1966 - Semifinale                                                | 1                                                                         |                                                                           |
| 28-7-1966                                                                 | Londra                                                                    | Portogallo                                                                | 2 – 1                                                                     | Unione Sovietica                                                          | Mondiali 1966 - Finale 3º posto                                           | 1                                                                         | [ 34 ]                                                                    |
| 13-11-1966                                                                | Lisbona                                                                   | Portogallo                                                                | 1 – 2                                                                     | Svezia                                                                    | Qual. Euro 1968                                                           | -                                                                         |                                                                           |
| 27-3-1967                                                                 | Roma                                                                      | Italia                                                                    | 1 – 1                                                                     | Portogallo                                                                | Amichevole                                                                | 1                                                                         |                                                                           |
| 1-6-1967                                                                  | Solna                                                                     | Svezia                                                                    | 1 – 1                                                                     | Portogallo                                                                | Qual. Euro 1968                                                           | -                                                                         |                                                                           |
| 8-6-1967                                                                  | Oslo                                                                      | Norvegia                                                                  | 1 – 2                                                                     | Portogallo                                                                | Qual. Euro 1968                                                           | 2                                                                         |                                                                           |
| 12-11-1967                                                                | Porto                                                                     | Portogallo                                                                | 2 – 1                                                                     | Norvegia                                                                  | Qual. Euro 1968                                                           | -                                                                         |                                                                           |
| 26-11-1967                                                                | Sofia                                                                     | Bulgaria                                                                  | 1 – 0                                                                     | Portogallo                                                                | Qual. Euro 1968                                                           | -                                                                         |                                                                           |
| 17-12-1967                                                                | Lisbona                                                                   | Portogallo                                                                | 0 – 0                                                                     | Bulgaria                                                                  | Qual. Euro 1968                                                           | -                                                                         |                                                                           |
| 27-10-1968                                                                | Lisbona                                                                   | Portogallo                                                                | 3 – 0                                                                     | Romania                                                                   | Qual. Mondiali 1970                                                       | -                                                                         |                                                                           |
| 11-12-1968                                                                | Il Pireo                                                                  | Grecia                                                                    | 4 – 2                                                                     | Portogallo                                                                | Qual. Mondiali 1970                                                       | 1                                                                         |                                                                           |
| 16-4-1969                                                                 | Lisbona                                                                   | Portogallo                                                                | 0 – 2                                                                     | Svizzera                                                                  | Qual. Mondiali 1970                                                       | -                                                                         |                                                                           |
| 4-5-1969                                                                  | Porto                                                                     | Portogallo                                                                | 2 – 2                                                                     | Grecia                                                                    | Qual. Mondiali 1970                                                       | 1                                                                         | cap.                                                                      |
| 12-10-1969                                                                | Bucarest                                                                  | Romania                                                                   | 1 – 0                                                                     | Portogallo                                                                | Qual. Mondiali 1970                                                       | -                                                                         |                                                                           |
| 2-11-1969                                                                 | Berna                                                                     | Svizzera                                                                  | 1 – 1                                                                     | Portogallo                                                                | Qual. Mondiali 1970                                                       | 1                                                                         |                                                                           |
| 14-10-1970                                                                | Copenaghen                                                                | Danimarca                                                                 | 0 – 1                                                                     | Portogallo                                                                | Qual. Euro 1972                                                           | -                                                                         |                                                                           |
| 17-2-1971                                                                 | Bruxelles                                                                 | Belgio                                                                    | 3 – 0                                                                     | Portogallo                                                                | Qual. Euro 1972                                                           | -                                                                         |                                                                           |
| 21-4-1971                                                                 | Lisbona                                                                   | Portogallo                                                                | 2 – 0                                                                     | Scozia                                                                    | Qual. Euro 1972                                                           | 1                                                                         |                                                                           |
| 12-5-1971                                                                 | Porto                                                                     | Portogallo                                                                | 5 – 0                                                                     | Danimarca                                                                 | Qual. Euro 1972                                                           | 1                                                                         |                                                                           |
| 13-10-1971                                                                | Glasgow                                                                   | Scozia                                                                    | 2 – 1                                                                     | Portogallo                                                                | Qual. Euro 1972                                                           | -                                                                         | cap.                                                                      |
| 21-11-1971                                                                | Lisbona                                                                   | Portogallo                                                                | 1 – 1                                                                     | Belgio                                                                    | Qual. Euro 1972                                                           | -                                                                         | cap.                                                                      |
| 29-3-1972                                                                 | Lisbona                                                                   | Portogallo                                                                | 4 – 0                                                                     | Cipro                                                                     | Qual. Mondiali 1974                                                       | -                                                                         | cap.                                                                      |
| 11-6-1972                                                                 | Natal                                                                     | Ecuador                                                                   | 0 – 3                                                                     | Portogallo                                                                | Coppa d'Indipendenza Brasiliana                                           | 1                                                                         | cap.                                                                      |
| 14-6-1972                                                                 | Recife                                                                    | Iran                                                                      | 0 – 3                                                                     | Portogallo                                                                | Coppa d'Indipendenza Brasiliana                                           | 1                                                                         | cap.                                                                      |
| 18-6-1972                                                                 | Recife                                                                    | Cile                                                                      | 1 – 4                                                                     | Portogallo                                                                | Coppa d'Indipendenza Brasiliana                                           | 1                                                                         | cap.                                                                      |
| 25-6-1972                                                                 | Recife                                                                    | Portogallo                                                                | 2 – 1                                                                     | Irlanda                                                                   | Coppa d'Indipendenza Brasiliana                                           | -                                                                         | cap.                                                                      |
| 29-6-1972                                                                 | Rio de Janeiro                                                            | Argentina                                                                 | 1 – 3                                                                     | Portogallo                                                                | Coppa d'Indipendenza Brasiliana                                           | 1                                                                         | cap.                                                                      |
| 2-7-1972                                                                  | Rio de Janeiro                                                            | Uruguay                                                                   | 1 – 1                                                                     | Portogallo                                                                | Coppa d'Indipendenza Brasiliana                                           | -                                                                         | cap.                                                                      |
| 6-7-1972                                                                  | Belo Horizonte                                                            | Portogallo                                                                | 1 – 0                                                                     | Unione Sovietica                                                          | Coppa d'Indipendenza Brasiliana                                           | -                                                                         | cap.                                                                      |
| 9-7-1972                                                                  | Rio de Janeiro                                                            | Brasile                                                                   | 1 – 0                                                                     | Portogallo                                                                | Coppa d'Indipendenza Brasiliana                                           | -                                                                         | cap.                                                                      |
| 3-3-1973                                                                  | Parigi                                                                    | Francia                                                                   | 1 – 2                                                                     | Portogallo                                                                | Amichevole                                                                | 2                                                                         | cap.                                                                      |
| 28-3-1973                                                                 | Coventry                                                                  | Irlanda del Nord                                                          | 1 – 1                                                                     | Portogallo                                                                | Qual. Mondiali 1974                                                       | 1                                                                         | cap.                                                                      |
| 2-5-1973                                                                  | Sofia                                                                     | Bulgaria                                                                  | 2 – 1                                                                     | Portogallo                                                                | Qual. Mondiali 1974                                                       | -                                                                         | cap.                                                                      |
| 13-10-1973                                                                | Lisbona                                                                   | Portogallo                                                                | 2 – 2                                                                     | Bulgaria                                                                  | Qual. Mondiali 1974                                                       | -                                                                         | cap.                                                                      |
| Totale                                                                    |                                                                           | Presenze                                                                  | 64                                                                        |                                                                           | Reti (3º posto)                                                           | 41                                                                        |                                                                           |

## Palmarès

### Club

#### Competizioni nazionali
- Campeonato Distrital de Lourenço Marques: 1

1960
- Campeonato Provincial de Moçambique: 1

1960
- Campionato portoghese: 11  (record)

Benfica: 1960-1961, 1962-1963, 1963-1964, 1964-1965, 1966-1967, 1967-1968, 1968-1969, 1970-1971, 1971-1972, 1972-1973, 1974-1975
- Coppa di Portogallo: 5

Benfica: 1961-1962, 1963-1964, 1968-1969, 1969-1970, 1971-1972
- Campionato NASL: 1

Toronto M.-Croatia: 1976

#### Competizioni internazionali
- Coppa dei Campioni: 1

Benfica: 1961-1962

### Individuale
- Pallone d'oro: 1

1965
- Scarpa d'oro: 2

1968, 1973
- Calciatore portoghese dell'anno: 2

1970, 1973
- Capocannoniere del campionato portoghese: 7 (record)

1963-1964 (28 gol), 1964-1965 (28 gol), 1965-1966 (25 gol, ex aequo con Ernesto Figueiredo), 1966-1967 (31 gol), 1967-1968 (42 gol), 1969-1970 (20 gol), 1972-1973 (40 gol)
- Capocannoniere della Coppa dei Campioni: 3

1964-1965 (9 gol), 1965-1966 (7 gol), 1967-1968 (6 gol)
- Capocannoniere del campionato del mondo: 1

Inghilterra 1966 (9 gol)
- Inserito nelle "Leggende del calcio" del Golden Foot (2003)
- UEFA President's Award (2009)
- Candidato al Dream Team del Pallone d'oro (2020)